# Biserica Sfânta Treime din Corbii Mari
Biserica Sfânta Treime din Corbii Mari este un monument istoric aflat pe teritoriul satului Corbii Mari, comuna Corbii Mari. În Repertoriul Arheologic Național, monumentul apare cu codul 66866.06.